# سونغنام (مدينة)
مدينة سونغنام (بالكورية: 성남시 | سونغنام شي) هي ثاني أكبر مدينة في مقاطعة غيونغي في كوريا الجنوبية، وذلك بعد مدينة سوون، وهي أيضاً عاشر أكبر مدن الدولة. يقطن بالمدينة قرابة مليون نسمة. تعتبر سونغنام مدينة تابعة لمدينة سول. تعتبر سونغنام مدينة سكنية بشكل أساسي، وتقع مباشرة جنوب شرقي سول وتدخل ضمن منطقة العاصمة سول.
سونغنام هي أول مدن كوريا تخطيطاً، وخطط لها أثناء عهد الرئيس باك تشنغ هي والهدف منها كان تطوير الصناعات في الدولة من خلال تركيز الإلكترونيات والمنسوجات والبتروكيماويات إليها خلال سبعينات وثمانينات القرن العشرين. ومنذ مطلع السبعينات ظهرت شبكة طرق بين المدينة وبين مدن أخرى كمدينة سول وغيرها من المدن المهمة. سونغنام مرتبطة مع شبكة العاصمة سول. أحد أحياء المدينة، وهو بندانغ طور في تسعينات القرن العشرين.

## الاحصائيات
- متنوعة:

| عمال حكوميون:    | 2,199   |
| مراكز طبية:      | 952     |
| معلمون:          | 7,245   |
| الطلاب لكل معلم: | 23      |
| عدد السيارات:    | 270,289 |

## توأمة
لسونغنام (مدينة) اتفاقيات توأمة مع كل من:
- شنيانغ
- كيرنز
- أورورا

## أعلام
- جونغ دا بن
- إي يو وون
- سولي
- شين مين آه
- بارك جونغ وو
- أو ها-نا